# Nordlia
Nordlia este o localitate din comuna Østre Toten, provincia Oppland, Norvegia, cu o suprafață de 0,4 km² și o populație de 593 locuitori (2013).